# Sumi Hanayo
Sumi Hanayo (寿美花代?; Nishinomiya, 6 febbraio 1932) è un'attrice cinematografica e attrice televisiva giapponese.

## Biografia
Rappresentata dalla Toho Entertainment, è la moglie dell'attore Tadao Takashima. I suoi figli sono gli attori Masahiro Takashima e Masanobu Takashima.
Con moltissime produzioni alle spalle, ha lavorato anche per Kōzō Saeki.

## Filmografia
- Sen-hime, regia di Akira Nobuchi (1953)
- Madama Butterfly, regia di Carmine Gallone (1954)
- Jazz on Parade: Jazz musume kampai!, regia di Umetsugu Inoue (1955)
- Shin Genji monogatari, regia di Kazuo Mori  (1961)